# هجرة الفاضلي

تعديل مصدري - تعديل

هجرة الفاضلي هي إحدى قرى عزلة كهال بمديرية المنار التابعة لمحافظة ذمار، بلغ تعداد سكانها 99 نسمة حسب تعداد اليمن لعام 2004.